# Exaireta siliacea
Exaireta siliacea är en tvåvingeart som först beskrevs av White 1916.  Exaireta siliacea ingår i släktet Exaireta och familjen vapenflugor. Inga underarter finns listade i Catalogue of Life.